# Гайтан, Хорхе Эльесер
Хорхе Эльесер Гайтан (исп. Jorge Eliécer Gaitán; 23 января 1903 — 9 апреля 1948) — колумбийский политический и государственный деятель.

## Биография
Из бедной семьи, юрист по образованию. Получил широкую известность благодаря его расследованию участия американской корпорации «United Fruit Company» в организации массовых расстрелов забастовщиков на банановых плантациях в 1928—1929 годах. Предлагал реформу Либеральной партии Колумбии, но был из неё исключён и создал Национальный левый революционный союз (Union nacional izquierdista revolucionaria); впрочем, организация не смогла выжить в условиях двухпартийной системы (распущена в 1935 году).
Мэр (алькальд) Боготы в 1936 году. Вернулся в партию либералов, став лидером её левого крыла. Министр просвещения в 1940—1941 годах, министр труда, здравоохранения и социальной защиты в 1943—1944 годах. Лидер Либеральной партии Колумбии с 1946 года, привёл её к победе на выборах. Председатель сената с 1947 года. В 1947 году произошел конфликт между Консервативной и Либеральной партией, и либералы решили выдвинуть Гайтана кандидатом на пост президента. Он был приверженцем левых идей, выступал за реформы и потому пользовался поддержкой у беднейших слоев населения.
Фидель Кастро вспоминал о своей встрече с ним в 1948 году:

Я имел честь познакомиться и побеседовать с ним. То был бесспорный лидер бедных секторов Либеральной партии и прогрессивных сил Колумбии… Наша вторая встреча с Гайтаном и другими представителями университетов должна была состояться 9 апреля в 2 часа дня. С одним сопровождавшим меня кубинским другом я ждал часа встречи, прохаживаясь по проспекту рядом с маленьким отелем, где мы жили, и с кабинетом Гайтана, когда какой-то фанатик или сумасшедший, без сомнения, по чьему-то наущению, выстрелил в колумбийского руководителя; стрелявший был растерзан народом.
9 апреля 1948 года он был застрелен при странных обстоятельствах (по одной из версий, агентом реакционеров), что вызвало вооруженное восстание в столице, а затем и в других регионах страны, получившее название «Боготасо» и ставшее прелюдией к кровавой гражданской войне.
В 1948 году в Боготе был открыт Дом-музей Хорхе Эльесера Гайтана.